# Napoleone Caix
Napoleone Caix (Bozzolo, 24 agosto 1845 – Bozzolo, 22 ottobre 1882) è stato un filologo italiano.

## Biografia
Di cagionevole salute, venne avviato agli studi umanistici presso l'imperiale e regio Liceo Ginnasio di Cremona, ora "Liceo Daniele Manin", dove ebbe come docente il celebre filologo e patriota Gaetano Trezza.
Nel 1859, alla vigilia della seconda guerra di indipendenza, Caix lasciò la casa paterna per cercare di arruolarsi nei volontari dell'esercito sardo, dal quale venne però rifiutato dopo la visita medica, a causa della giovane età e, soprattutto, della gracile costituzione fisica.
Terminati gli studi liceali, nel 1862 si trasferì a Pisa per iscriversi all'Università: fu anche ammesso al corso ordinario della Scuola Normale Superiore, ove perfezionò la conoscenza di greco, latino, inglese e tedesco, oltre a studiare approfonditamente il sanscrito, l'arabo e l'ebraico.
Per alcuni tempi insegnò Latino e Greco nel Liceo di Parma, fino  a che venne chiamato all'Istituto di Studii Superiori di Firenze per l'insegnamento di dialettologia, poi tramutato in cattedra di Lingue romanze.
Autore di svariate opere destinate a divenire fondamentali per la neonata filologia romanza, era solito dedicarsi all'insegnamento ed alla stesura degli scritti durante i mesi invernali e, in quelli estivi, avventurarsi in lunghi viaggi per scoprire direttamente le fonti dei vari linguaggi, a dispetto della malferma salute.
Nell'estate del 1882 affrontò un estenuante viaggio di studio in Ungheria e Russia, al termine del quale si fermò nel paese natale per un periodo di riposo. Il male che aveva già mietuto parecchie vittime nella sua famiglia ebbe ragione di lui in poche settimane.
La sua ultima opera, un trattato sulle lingue dei popoli balcanici e sulle relazioni che esse hanno con l'italiano, compilata nel corso dell'estate 1881 durante un viaggio di studio in Romania, a lungo cercata da amici e colleghi, non venne più ritrovata. I suoi studi e appunti di linguistica e lingue romanze furono acquisiti dall'Università di Firenze e qui consultati da tutti i filologi della prima metà del XX secolo. Danneggiati dall'alluvione del 1966, vennero tratti in salvo dai volontari, benché mischiati a quelli del filologo dalmata Adolfo Mussafia: gli studi di Caix sono in attesa di riclassificazione e restauro.

## Archivio
La Biblioteca Umanistica dell'Università degli studi di Firenze conserva un Fondo archivistico intitolato a Napoleone Caix. 
Il fondo archivistico Napoleone Caix fu acquistato presumibilmente negli anni ’80 ed è in discrete condizioni, salvo le parti alluvionate.
La documentazione è da riordinare e parzialmente frammista a quella di Adolfo Mussafia. Consta di 5 contenitori di materiale manoscritto (carteggio, materiali preparatori, ecc.) riguardante argomenti di linguistica e lingue romanze.
La serie Corrispondenza contiene alcuni nuclei di corrispondenza, anche familiare,  la serie Materiali preparatori, i materiali relativi all’attività didattica, mentre la serie Manoscritti i materiali di approfondimento relativi a studi di linguistica e fonetica.

## Opere
- Saggio sulla storia della lingua e dei dialetti d'Italia, Parma, 1872.
- Studi di etimologia italiana e romanza, Firenze, Sansoni, 1878.
- Le origini della lingua poetica italiana. Principii di grammatica storica italiana, Firenze, Le Monnier, 1880.
- Molière e il suo Tartuffo, in «Nuova Antologia», 32, 1882, pp. 393-414.